# ペサック
ペサック （フランス語: Pessac、オック語・ガスコン語: Peçac）は、フランス、ヌーヴェル＝アキテーヌ地域圏、ジロンド県の都市。ボルドー郊外にあり、人口ではボルドー、ポー、メリニャックに次いでアキテーヌ地域圏第4位となる。

## 地理
ボルドーの南部に位置し、ボルドーの他タランス、グラディニャン、カネジャン、セスタ、サン＝ジャン＝ディヤック、メリニャックと接している。
また、ペサック西部はランド・ド・ボルドー地方とされている。

## 歴史
ローマ人たちは、PeccusまたはPessusという名の非常にあいまいな記憶の都市を残した。この名がペサックの語源とされるが、一部の学者の間で議論がなされ、ケルト語のpectまたは-accumとなる接尾辞accがついたとされる。一方で、ガロ＝ローマ時代にはペサックにヴィラがあった。
一部の言語学者は、PessとはPiscが変化したもので、魚を意味しているという。
12世紀にペサックの名は文書に現れない。14世紀にペサックを支配していたのはボルドー大司教からローマ教皇となったクレメンス5世だった。ワイン作りに関心を持っていたモンテスキューは、ペサックに家を建てている。19世紀半ばにですら、ペサックはブドウ畑の真ん中にあった。
20世紀になって新たな住宅地が生まれた。ボルドー市の人口が増加し市域が拡大するにつれ、ペサックに住宅がつくられ、公共交通が整備されるようになった。

## 交通
- トラム - ボルドー・トラムB線
- 鉄道 - TERアキテーヌ、ペサック駅、アルエット＝フランス駅

## 姉妹都市
- ゲッピンゲン、ドイツ

## 出身者
- ジャン・ユスターシュ